# الدوري اللبناني الممتاز 1987–88
الدوري اللبناني الممتاز 1987–88 هو الموسم 29 من الدوري اللبناني الممتاز. كان عدد الأندية المشاركة فيه 8، وفاز فيه نادي الأنصار اللبناني.